# Авантуре неваљале девојчице (ТВ серија)
Авантуре неваљале девојчице (шп. Travesuras de la niña mala) је мексичка телевизијска серија заснована на истоименом роману перуанског нобеловца Марија Варгаса Љосе. Серија је имала премијеру на Викс+ 8. децембра 2022, и обновљена је за другу сезону.

## Радња
Серија прати лик Рикарда Самокурсија, младог Перуанца који упознаје загонетну девојку Арлет, авантуристкињу која ће променити његов начин размишљања из корена.
Улоге:
- Макарена Аћага - Арлет
- Хуан Пабло ди Пасе - Рикардо
- Рови Пријето - Паул
- Ванеса Саба - тетка Алберта
- Маријана Флорес - Ана

## Извори
1. ↑  „Avanture nevaljale devojčice - Mario Vargas Ljosa | Laguna”. laguna.rs (на језику: српски). Приступљено 2025-05-04.
2. ↑  Travesuras de la niña mala (Serie de TV) (2022) (на језику: шпански), Приступљено 2025-05-04